# Marcos Júnior
Marcos Júnior Lima dos Santos (ismertebb nevén: Marcos Júnior) (Gama, Brazília, 1993. január 19.) brazil labdarúgó, csatár. Jelenleg a Jokohama F. Marinos csapatában játékosként.

## Pályafutása

### Fluminense
Gyerekként a Rio de Janeiro-i Fluminense csapatában kezdett futballozni, majd 2012-ben bekerült az első csapatba is, melynek tagjaként 26 alkalommal szerepelt a brazil első osztályban, és 1 gólt is szerzett, illetve 6 gólpasszt is adott.

### Vitória
2014 nyarától a Salvador da Bahia-i Vitória kölcsönjátékosa lett. Új csapatában 6 alkalommal lépett első osztályú mérkőzésen pályára.

#### A válogatottban
Marcos Júnior 2011-ben mutatkozott be a korosztályos válogatottakban. Ekkor az U18-as csapat tagjaként 5 mérkőzésen 2 gólt lőtt.
2012 és 2013 között az U20-as válogatottban is szerepet kapott, 3 mérkőzésen 1 alkalommal talált a kapuba.